# Амір Хан Муттакі
Амір Хан Муттакі (пушту: امیر خان متقی [ˈamɪr xɑn mʊtaˈqi]; 26 лютого 1971, Гільменд) — афганський політик-таліб, виконувач обов'язків міністра закордонних справ Ісламського Емірату Афганістан з 7 вересня 2021 року. Він також був членом переговорної групи в офісі в Катарі.

## Життєпис
Народився 26 лютого 1971 року в селі провінції Гільменд, його сім'я походить з провінції Пактія, отримавши початкову освіту в місцевій школі та мечеті, але через комуністичну Саурську революцію йому довелося переїхати з родиною до сусіднього Пакистану, де він був зарахований на навчання для біженців і вивчав такі предмети, як арабська граматика, логіка, риторика, юриспруденція, хадиси та екзегеза Корану. Він продовжив своє навчання у Вищій семінарії ісламських досліджень в Дарул Улум Хакканія, в пакистанській провінції Хайбер-Пахтунхва, яку закінчили багато інших впливових талібів.
Спочатку він був частиною групи Маулві Мохаммада Набі Мохаммаді під час афганського джихаду, але пізніше приєднався до руху Талібан, коли він виник.
Хан був міністром інформації та культури та представником уряду Талібану в 1996—2001 роках на переговорах під керівництвом ООН. Протягом цього часу проталібське джерело каже, що його «новаторська діяльність» призвела до «систематичної джихадистської публікації апарату проти широко поширеної медіа-агресії ворога».
17 серпня 2021 року, одразу після захоплення Кабула талібами, повідомлялося, що він перебував у Кабулі та спілкувався з політиками, які не належать до Талібану, такими як Абдулла Абдулла та Хамід Карзай, про формування уряду. Сили Талібану взяли під контроль столицю Афганістану Кабул 15 серпня 2021 року під час військового наступу проти афганського уряду, який розпочався у травні 2021 року.
7 вересня 2021 року Талібан оголосив перших членів нового «виконувача обов'язків» через три тижні після приходу до повної влади після захоплення Кабула 15 серпня. Амір Хан Муттакі був призначений виконувачем обов'язків міністра закордонних справ Афганістану.
У грудні 2021 року Амір Хан Муттакі взяв участь у засіданні Ради міністрів закордонних справ Організації ісламського співробітництва як делегат від Афганістану. У сесії взяли участь делегації з 57 країн, у тому числі Китай та Сполучені Штати Америки як гостьові делегації. Амір Хан обговорив із прем'єр-міністром Пакистану Імран Ханом загрозу ІДІЛ у прикордонному регіоні Афганістану та Пакистану.